# Castillo de Chinchón
El castillo de Chinchón, también llamado castillo de los Condes, se encuentra al sur del casco urbano de Chinchón, en la Comunidad de Madrid (España). Es una de las dos fortalezas del municipio, junto con el castillo de Casasola. Construido en el siglo XV, está constituido por dos cuerpos cuadrangulares imbricados, con esquinas rematadas en torres cilíndricas.
El edificio forma parte del Conjunto Histórico-Artístico de Chinchón, según la declaración de 1974. Se encuentra en buen estado de conservación, pese a las vicisitudes históricas, que se saldaron con varios expolios e incendios. Es de titularidad privada; la propiedad corresponde a los condes de Chinchón.

## Historia

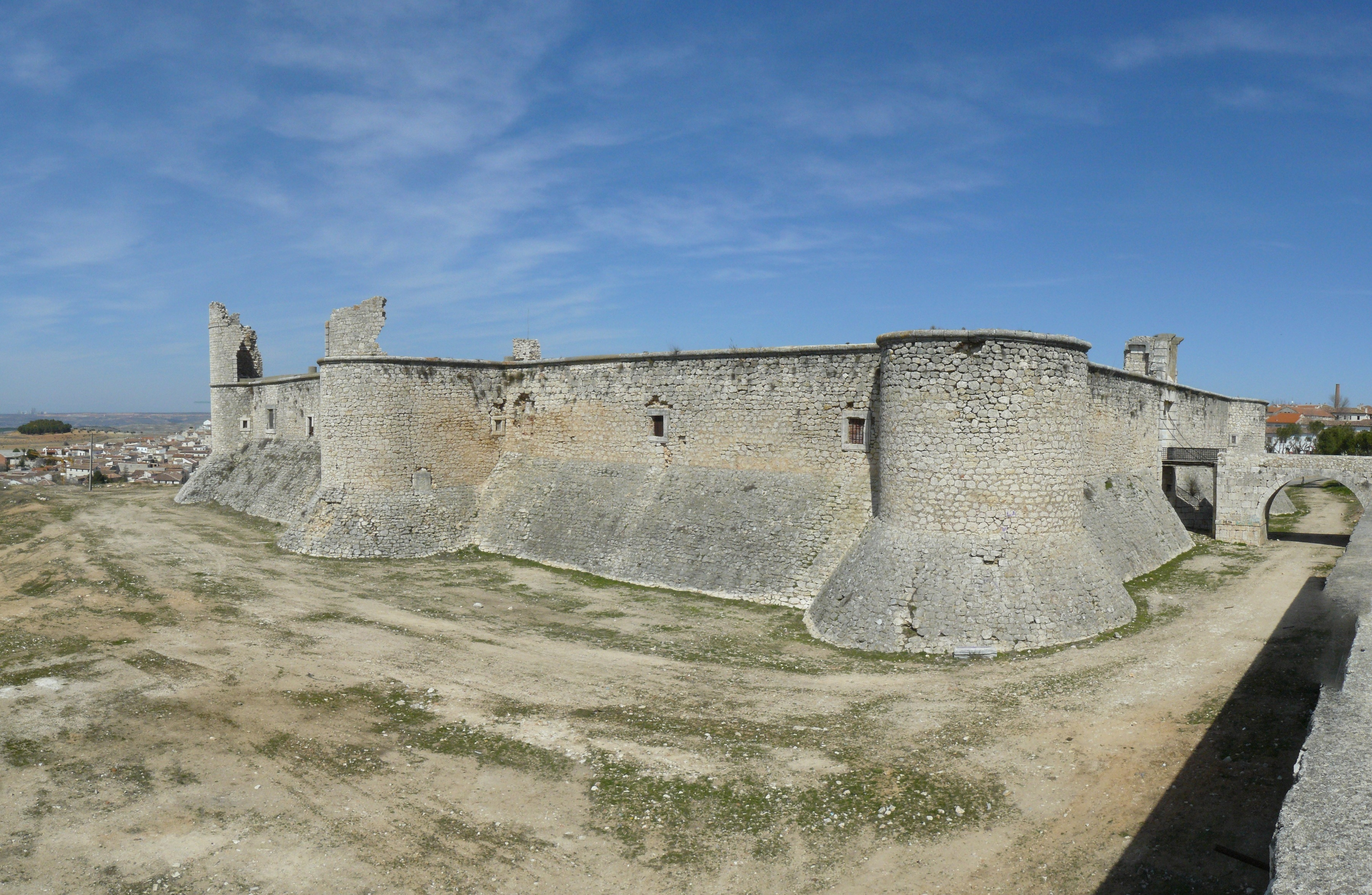
Vista del castillo con el foso.

El castillo que ha llegado hasta nuestros días se asienta sobre una primitiva fortaleza, alrededor de la cual se articulaba el señorío de Chinchón, ostentado por la familia de los Cabrera desde tiempos del rey Enrique IV de Castilla.
El edificio original sufrió daños de consideración en el ataque que realizaron las tropas comuneras en el año 1520. La plaza fue entregada con toda su artillería el 21 de enero de 1521.
El tercer conde de Chinchón, Diego Fernández de Cabrera y Bobadilla, decidió demoler los restos que quedaron. Sobre su solar, ordenó levantar un nuevo castillo, aprovechando los materiales del viejo. La autoría y cronología de las fases de la obra son desconocidas, si bien se sabe que su edificación se prolongó desde 1590 hasta 1598.
Asimismo, existen referencias de los costes de la construcción. En su testamento, Fernández de Cabrera y Bobadilla hizo constar que llevaba gastados cincuenta mil ducados, sin haber salido de los cimientos.
El castillo estuvo bien conservado hasta 1705, año en el que sufrió las consecuencias de la guerra de sucesión española. En esa fecha fue ocupado por las tropas del ejército del Archiduque de Austria, dirigidas por el marqués de las Minas. Sus dependencias fueron aprovechadas para la instalación de abundante artillería. Más tarde, sufrió un incendio en su parte noroeste, a consecuencia del almacenamiento de cáñamo.
Un siglo después, en 1808, durante los tres días de asedio a Chinchón, fue expoliado e incendiado a manos de la Brigada Polaca del mariscal francés Claude Perrin Victor, en el contexto de la Guerra de la Independencia.
En el siglo XX, parte de sus materiales se aprovecharon para la regeneración de caminos, cercas y casas. También fue utilizado como fábrica de licores.

## Características

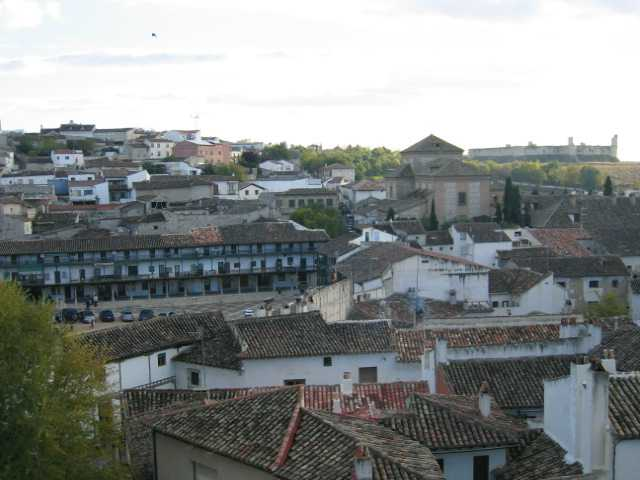
Ubicación del castillo de Chinchón. El edificio asoma por encima del casco urbano, en la esquina superior derecha de la imagen.

### Exterior
El castillo de Chinchón está construido en mampostería caliza concertada, con rellenos de argamasa y piedras. Los vanos y las molduras están realizados en sillería, salvo la puerta de acceso, levantada parcialmente en sillarejo. En ésta se exhibe el blasón de los Condes de Chinchón, enmarcado por sillares almohadillados.
El edificio es de dos cuerpos, que se imbrican entre sí formando una gran planta rectangular. Está rematado en torres cilíndricas, que se sitúan en las esquinas de cada uno de los cuerpos. Todo el conjunto guarda una gran simetría, excepción hecha de la esquina occidental, en la que se yuxtapone el cuerpo secundario dando lugar a un saliente, que quiebra la línea longitudinal de los muros noroeste y sureste.
Está circundado por un foso, que se conserva parcialmente.

### Interior
El interior del castillo presenta transformaciones en la distribución de la tabiquería, fruto de su uso como fábrica de licores a lo largo del siglo XX. Sólo se conserva la planta inferior, tras la destrucción del piso alto en los diferentes asedios, incendios y expolios sufridos por el edificio.
Consta de un gran patio central, alrededor del cual se extienden galerías arquitrabadas con habitaciones. En el centro de este patio, puede verse un aljibe.
No está permitido el acceso al interior del castillo.